# 波子站
波子站（日语：／ Hashi eki */?）是位於島根縣江津市波子町，西日本旅客鐵道（JR西日本）的山陰本線車站。事務管號碼為▲640761。

## 歷史
- 1921年（大正10年）9月1日 - 國有鐵道山陰本線都野津站至濱田站之間開業。為客運和貨運車站。
  - 當時車站地址為島根縣那賀郡川波村大字波子。
- 1954年（昭和29年）4月1日 - 隨著江津市成立，車站地址為島根縣江津市大字波子。
- 1973年（昭和48年）6月15日 - 終止貨物起卸業務。
- 1975年（昭和50年） - 隨著町名改名，車站地址為現時位置。
- 1987年（昭和62年）4月1日 - 伴隨國鐵分割民營化，車站由西日本旅客鐵道（JR西日本）營運。
- 1990年（平成2年）3月10日 - 成為無人車站[2]。
- 2000年（平成12年） - 由於島根海洋館開幕，成為簡易委託車站並成為特急停車站。

## 車站構造
車站是一座地面車站，設有1面2線的島式月台。車站大樓是位於海邊月台。在兩月台之間設有站內平交道。
車站由濱田鐵道部管理的無人車站。在2000年（平成12年），隨著島根海洋館AQUAS開幕，車站翻新並成為簡易委託車站，特急和快速停站。在車站內可購買車票和島根海洋館AQUAS入場券。

### 月台
| 月台 | 路線     | 上下行 | 方向             |
| ---- | -------- | ------ | ---------------- |
| 1    | 山陰本線 | 上行   | 江津、大田市方向 |
| 2    | 山陰本線 | 下行   | 濱田、益田方向   |

※截至2017年3月，站內和時間表開始標示月台編號。在列車運輸指令上，兩月台編號也是相同。

## 使用狀況
以下為近年1日平均乘車人次列表：
| 乘車人次變化 | 乘車人次變化    |
| 年度         | 1日平均乘車人次 |
| ------------ | --------------- |
| 1984         | 154             |
| 1994         | 56              |
| 1999         | 40              |
| 2000         | 84              |
| 2001         | 56              |
| 2002         | 47              |
| 2003         | 40              |
| 2004         | 36              |
| 2005         | 29              |
| 2006         | 38              |
| 2007         | 34              |
| 2008         | 40              |
| 2009         | 30              |
| 2010         | 33              |
| 2011         | 26              |
| 2012         | 30              |
| 2013         | 27              |
| 2014         | 27              |
| 2015         | 27              |
| 2016         | 26              |
| 2017         | 29              |

## 車站周辺
- 島根海洋館AQUAS（日语：しまね海洋館アクアス）
- 波子郵局
- 島根縣立石見海濱公園
- 波子海沒灘
- 國道9號

## 相鄰車站
西日本旅客鐵道
山陰本線
- 部分特急「超級松風」「超級隱岐」停車站。
- 快速水快車停車站。

敬川－波子－久代

## 注腳
1. ↑  日本國有鐵道旅客局(1984)『鉄道・航路旅客運賃・料金算出表 昭和59年４月20日現行』。
2. ↑  『JR気動車客車編成表』90年版 JRR 1990年 ISBN 4-88283-111-2
3. ↑  島根縣統計書

## 外部連結
- 波子｜車站資訊：JR出門網 - 西日本旅客鐵道